# 爽健美茶
爽健美茶（そうけんびちゃ）は、日本コカ・コーラが販売している清涼飲料水。1993年に「茶流彩彩 爽健美茶」として発売され、2023年に発売30周年を迎えている。商品名は「爽やかに、健やかに、美しく」から。キャッチコピーは「いいもの たっぷり」。

## 概要
原材料にハトムギ、玄米、大麦、ドクダミ、はぶ茶、チコリー、麦芽エキス、月見草、ナンバンキビ、大麦若葉、明日葉、杜仲葉、ヨモギの13種類の素材を使用している。過去の製品には、CMソングにもあった通り「ハトムギ、玄米、月見草、ドクダミ、はぶ茶、プーアル、チコリー、緑茶、大麦、南蛮黍」（後にびわの葉も含まれる）がブレンドされていた。
当初はアサヒ飲料の十六茶の対抗商品として企画されたが、ライバルの売り上げを上回る大成功を収め、定番商品として茶飲料の一大メガブランドに成長した。
2007年2月に初の季節限定品「ビューティープラスシリーズ」を立ち上げ「オリエンタルスタイル」を発売。以降も同年6月に「ヴィーナスホワイト」、同年9月に「オータムヴィーナス」、同年11月に「ウィンターヴィーナス」が順次発売された。2008年も「ビューティーリゾートシリーズ」として派生シリーズが設定され、2月に「オリエンタル・フラワー・リゾート」を、同年6月には「オーシャンブリーズ」が発売された。
同年8月、「爽健美茶 五穀」を発売。大麦、玄米、大豆、あわ、きびの五種類の穀物で構成されており、食事との相性を考え、おいしさを引き立てるというコンセプトで開発された。「爽健美茶」にはわずかながら原材料由来のカフェインが含まれているが、こちらの製品には茶葉が一切含まれていないため、カフェインやタンニンが入っていない。
2009年8月には男性向け製品の「爽健美茶 黒冴（くろさえ）」を発売。烏龍茶の一種である武夷岩茶（ぶいがんちゃ）をベースに、黒豆、黒ごま、黒米の黒素材やプーアル茶、発芽玄米など9種類をブレンドした濃いめの味わいである。
2013年4月には発売20周年の節目を迎えるにあたり、黒ごまとヨモギを加え、緑茶やプーアル茶を省いたことでカフェインゼロ設計になった「爽健美茶 すっきりブレンド（あたらしい味）」を発売（本品は緑茶・プーアル茶だけでなく、発芽玄米、びわの葉、杜仲葉も省かれている）。その際、現行の「爽健美茶（いままでの味）」も併売し、消費者からの投票でより多くの支持を得た製品を今後の「爽健美茶」として発売するキャンペーンとして「爽健美茶 国民投票」が行われた。同年5月20日の結果発表で新たに発売された「爽健美茶すっきりブレンド」がより多くの支持を集めたため、2013年度の「爽健美茶」とすることとなった。同年6月17日に「爽健美茶 国民投票」の結果に基づく「爽健美茶」からのリニューアルの形で「爽健美茶すっきりブレンド」のサイズラインナップを拡大した。ホットタイプも同様にカフェインゼロの「あったかブレンド」が同年9月に発売された。
2015年、Yahoo!検索大賞 2015・飲料部門賞を受賞。
2017年4月にはブランド初の機能性表示食品となる「健康素材の麦茶」を、2018年4月には「こだわり素材と麦茶」が順次発売され、麦茶もラインナップされるようになった。違いは内容量（前者が600ml入り、後者が2L入り）とローズヒップエキス末（ローズヒップ由来ティリロサイドを機能性関与成分として含有）の有無（前者のみに配合）のみで、使用されている素材は前者・後者とも「爽健美茶」にも使用されている大麦、玄米、ナンバンキビの3種類となる。
2023年4月には、「一（はじめ）」ブランドから発売されていた麦茶飲料「やかんの麦茶」が、「やかんの麦茶 from 爽健美茶」として、味わいとパッケージデザインを変更、リニューアル発売された。

## 原材料
2023年5月現在
ハトムギ（ラオス、国産）、玄米（発芽玄米2%）、大麦、どくだみ、はぶ茶、チコリー、麦芽エキスパウダー、月見草、ナンバンキビ、オオムギ若葉、明日葉、杜仲葉、ヨモギ、ビタミンC

## 歴史
- 1993年 茶流彩彩ブランドより販売開始（当初は340g缶のみの設定で、九州地区限定のテスト販売だった）。
- 1994年 全国発売し、190g缶と2Lペットボトルを追加。
- 1997年 500mlペットボトルを追加。
- 1999年 大ヒットを記録し、茶流彩彩ブランドから独立。(2代目デザインに変更)
- 2002年 パッケージ変更。(3代目デザインに変更)
- 2004年 モデルチェンジ(4代目デザインに変更)が行われるとともに「爽健美茶緑茶ブレンド」販売開始。
- 2005年 ホット用の新製品「深み香ばし爽健美茶」販売開始。
- 2006年1月 - 発芽玄米・大麦若葉・明日葉・キヌアを加えてリニューアル(5代目デザインに変更)。500mlペットボトルは握りやすさを追求した「フィットボトル」となる（従来仕様も「リーフボトル」として併売）。
- 2007年 期間限定品「ビューティープラスシリーズ」を順次発売（いずれも500mlペットボトルのみの設定）。
  - 2月 - 第1弾「爽健美茶 オリエンタルスタイル」（烏龍茶をベースに、メイクイカ、シソの葉、ハイビスカスなど9種類をブレンド）
  - 6月 - 第2弾「爽健美茶ヴィーナスホワイト」（ジャスミン茶、白茶、バラの花（ローズレッド）など10種類をブレンド）
  - 9月 - 第3弾「爽健美茶オータムヴィーナス」（烏龍茶、紅茶、緑茶、アロエ、カミツレなど12種類をブレンド）
  - 11月 - 第4弾「爽健美茶ウィンターヴィーナス」（ドクダミ、みかんの皮、ダンドリオン、レモンの皮など13種類をブレンド）
  - なお、「爽健美茶ヴィーナスホワイト」の発売と同時に、通常品の「爽健美茶」には「フィットボトル」を採用した小容量サイズ350mlペットボトルを追加発売した。
- 2008年 派生シリーズ「ビューティーリゾートシリーズ」を順次発売。
  - 2月 - 第1弾「爽健美茶オリエンタル・フラワー・リゾート」（烏龍茶をベースに、ハイビスカス、グァバ茶など9種類をブレンド。本品は小容量サイズの280mlペットボトルも設定される）
  - 6月 - 第2弾「爽健美茶オーシャンブリーズ」（オリーブ葉、レモンピール、オレンジピール、レモングラスなど13種類をブレンド、500mlペットボトルのみの設定）
  - 8月 - 食事と一緒に楽しむというコンセプトのもとに開発した「爽健美茶 五穀」を発売（280mlペットボトル、500mlペットボトル、2Lペットボトルの3サイズを設定）。
- 2009年
  - 2月 - 発売15周年を記念し、500mlペットボトルに1999年当時、2002年当時、2004年当時のラベルデザインを再現した復刻ラベルを数量限定発売。併せて、「爽健美茶」2Lペットボトルに「ecoるボトル ラク持ち」を導入。
  - 4月 - 「爽健美茶」(6代目デザインに変更)・「爽健美茶 五穀」をモデルチェンジし、「爽健美茶 五穀」の2Lにも「ecoるボトル ラク持ち」を導入。
  - 8月 - 初の男性向け商品「黒冴」を発売。
  - 12月 - 「黒冴」に2Lペットボトル（「ecoるボトル ラク持ち」採用）を追加発売。
- 2010年
  - 3月 - 「爽健美茶」350mlペットボトル・500mlペットボトル及び「爽健美茶 黒冴」500mlペットボトルを「植物由来素材」一部使用ボトル「プラントボトル」へ切替。
  - 7月 - 軽く絞ってつぶれる「ecoるボトル しぼる」を採用した550mlペットボトルをCVS限定で発売。
  - 8月 - ホット専用の新製品「香りと深みの爽健美茶」を発売、「爽健美茶 黒冴」は黒豆・黒ごま・黒米の増量と烏龍茶に黄金桂を追加するリニューアルを実施。
  - 9月 - アメリカで発売開始（ただし、日本国内と仕様が異なり、5種類のフレーバーが設定されている）[4]
- 2011年
  - 2月 - リニューアル発売(7代目デザインに変更)。大麦若葉と明日葉を新たに加える。
  - 9月 - ホット製品をリニューアルし、「爽健美茶」に名称を統一。併せて、350mlペットボトルは従来の角形から丸型に変更。
- 2013年
  - 4月 - 「爽健美茶 すっきりブレンド（280mlペットボトル、500mlペットボトルのみの設定）」を発売。本製品を「あたらしい味」、併売される現行品の「爽健美茶」を「いままでの味」とし、消費者からの投票で「爽健美茶」の今後を決める「爽健美茶 国民投票」も併せて実施。
  - 5月 - 前述の「爽健美茶 国民投票」の結果、新たに発売した「爽健美茶 すっきりブレンド」が多くの支持を得て2013年度の「爽健美茶」とすることを決定した。
  - 6月 - 従来の「爽健美茶」をリニューアルする形で同年4月に発売した「爽健美茶 すっきりブレンド」のサイズラインナップを拡大し、新たに缶入り3サイズ（160g・245g・340g）、ペットボトル3サイズ（300ml・1L・2L）の計6サイズを追加発売。
  - 9月 - ホット製品の新製品「爽健美茶 あったかブレンド」を発売。「爽健美茶 すっきりブレンド」同様にカフェインゼロとなる。
- 2014年
  - 2月 - 全国発売20周年を記念して、1994年発売当時のパッケージデザイン並びに味わいを再現した「爽健美茶 復刻ブレンド」を期間限定で発売（500mlペットボトル、2Lペットボトルのみの設定）。素材も1994年発売当時と同じ10種類をブレンドしている。
  - 6月 - 「爽健美茶 すっきりブレンド」の500mlペットボトルを25ml増量し、525mlペットボトルとしてリニューアル発売。
- 2015年2月 - 2Lペットボトルを「ecoるボトル らく持ち」よりもスリム化した「ペコらくボトル」へ切替、併せて、「ペコらくボトル」を採用した1.5Lペットボトルを追加。
- 2016年5月 - リニューアル発売し、約2年11ヶ月ぶりに名称を「爽健美茶」に戻す。また、店頭販売向けに新容量の600mlペットボトルを追加（525mlペットボトルは自動販売機限定サイズとなる）。
- 2017年4月 - リニューアル発売。アレルギー特定原材料等27品目不使用の設計となり、黒ゴマに替わり杜仲葉を配合。併せて、機能性表示食品「爽健美茶 健康素材の麦茶」を発売。
- 2018年
  - 4月 - 「爽健美茶」・「爽健美茶 健康素材の麦茶」のパッケージデザインをリニューアル。同時に、「爽健美茶 こだわり素材と麦茶」を発売。
  - 6月 - 「爽健美水」発売。
  - 9月 - ホット製品「爽健美茶 香ばし和素材ブレンド」を発売。当初は350ml加温ペットボトルのみだったが、翌月に440ml加温ペットボトルが追加発売される。
- 2019年
  - 2月 - 発売25周年を記念し、「爽健美茶 25周年特別限定ブレンド」として期間限定でリニューアル発売。既存の12素材にキヌア、タンポポの根、あわ、きび、ひえ、小豆、キダチアロエの葉、シソの葉、柿の葉、びわの葉、桑の葉、オリーブの葉、ハマナスを追加し、発売以来最多となる25素材となる。
  - 4月 - 機能性表示食品「爽健美茶 健康素材の麦茶」をリニューアル。
  - 6月 - 「爽健美水」をリニューアル発売。アロエ、ピンクグレープフルーツ、ビターオレンジフラワーが追加され、10種類の素材に強化された。
  - 9月 - ホット製品「爽健美茶 健康穀物ブレンド」を発売。
- 2020年
  - 4月 - リニューアル発売。既存の12素材に、「25周年特別限定ブレンド」にも採用されていたキヌアと新たに亜麻仁・もち麦・エゴマ・ルイボスを追加し、17種類の素材に強化された。
  - 8月 - ラベルレスをECサイト限定で発売（「綾鷹」と炭酸水の「カナダドライ ザ・タンサン・ストロング」にも同時に発売される[5]。）通常はラベルに記載される原材料名などの法定表示を外装段ボールに記載することでラベルレスを実現しており、識別マークを表示したタックシールが無い完全ラベルレス仕様となる。そのため、店頭や自動販売機よりも少ない500mlペットボトル24本入りのケース販売のみとなる[6]。
  - 9月 - ホット製品「爽健美温茶」を発売。みかんの皮、花椒、ヒハツを含むホット専用のブレンドとなっている。
- 2021年
  - 5月 - リニューアル発売。亜麻仁・もち麦・エゴマ・ルイボスが省かれる代わりに麦芽エキスを加えた13種類の素材に変更され、焙煎も見直された。リニューアルから1週間後には600mlペットボトルが「BT21デザインボトル」に切り替わった。
  - 7月 - 600mlペットボトルの「BT21デザインボトル」の第2弾を発売。
  - 9月 - ホット製品「爽健美温茶」を「BT21デザインボトル」としてリニューアル発売。
- 2023年
  - 4月 - 「やかんの麦茶 from 一」がリニューアルに伴い「やかんの麦茶 from 爽健美茶」に改名され、「爽健美茶」のサブブランドへ移行。
  - 5月 - リニューアル発売。ハトムギ中の5%に国産を使用。パッケージデザインが刷新され、ブランドロゴが初めて縦書きとなる[7]。

## 歴代イメージキャラクター（爽健美人）
- 1995年 こずえ
- 1996年 本上まなみ
- 1997年 未希
- 1998年 小雪
- 2001年 富永愛・滝沢沙織・松下奈緒
- 2002年 川原亜矢子
- 2003年 常盤貴子・伊藤英明（10周年）
- 2004年 中島美嘉
- 2005年 矢田亜希子・マッケンジー・ハミルトン
- 2006年 キム・テヒ・栗山千明・荒川静香
- 2007年 相沢紗世・長谷川潤・上原多香子
- 2008年 杏・すみれ・佐々木希・VANESSA
- 2009年 竹野内豊・福原美穂・杏
- 2010年 宮崎あおい
- 2011年-2012年 武井咲
- 2013年-2015年 綾瀬はるか
- 2016年-2019年 土屋太鳳[8][注 3]
- 2019年 榮倉奈々
- 2020年 蒼井優[9]
- 2021年 広瀬アリス[10]
- 2023年 出口夏希[7][11]

### その他出演者
- 2002年「しぜんに。しぜんに。爽健美茶」キャンペーン「自然体の、いい人間関係」をCMコンセプトに三組を登場させた。
  - 加瀬亮・吉田桂子「カップル編」 / 神原聖・清水ゆみ「登場編」 / 伊達公子・ミハエル・クルム「伊達夫婦編」
- 2010年4月度より、TBS系全国放送「TBS土曜8時枠の連続ドラマ」に冠協賛しており、「爽食卓」と題された番組限定のインフォマーシャルを放送していた。

## キャンペーン
爽健美茶ご愛飲キャンペーンとして招待制のコンサートを主催。
- ナチュラルブリーズコンサート（1999年、出演：宇多田ヒカル、TLC、MONICA）
- ナチュラルブリーズ2001 happy live（2001年、出演：倉木麻衣）
- ビューティフルライブ2004（2004年、出演：中島美嘉、葉加瀬太郎）
- 爽健美茶限定矢井田瞳LIVE（2006年、出演：矢井田瞳）

また、ブランドを超えた新たな試みとして、2009年9月から12月にかけて実施された「NEWジョージアカタログ」へ応募ができるようになった（ポイントシールがついた500ml以下のPET製品が対象）。なお、対象の「爽健美茶」に付いていたポイントシールは未登録でかつ有効期限内であれば、「ジョージア ポイントプログラム」に貯める事ができ、以降に実施される「ジョージア」のキャンペーンへの応募に使うことができる。
2010年からmixiとのコラボを実施。ポイントシールでビンゴ大会を行っている。また、参加賞としてサンシャイン牧場のレアアイテム「爽健美茶の種」をもらうことができる。
2013年には「爽健美茶 国民投票」と題し、従来製品と新製品を比較して消費者の声を反映させるキャンペーンも実施している。

## 事件

### 異物混入事件
- 2000年8月23日、東京コカ・コーラボトリング多摩工場で同年7月23日に製造された爽健美茶340ｇ缶を東京都内で幼稚園児が飲んだ際、チャバネゴキブリが混入していた。東京コカ・コーラボトリングと日本食品分析センターが検査したところ、製造工程で混入したことが明らかになった。東京コカ・コーラボトリングは、「加熱殺菌してあるので、健康に被害がない」として、商品の自主回収はしなかった[14]。
- 2008年4月、花王の緑茶製品ヘルシアに除草剤の成分である「グリホサート」が検出される事件があったが、それに続き爽健美茶に2度、同じ手口と思われる形でグリホサートが検出された。いずれもそれを飲んだ人の体調不良の訴えがあり、通報の後発覚した[要出典]。

### ハトムギに関する噂の発生
2018年8月下旬にTwitterであるユーザーが「マタニティマークを付けた人が爽健美茶を飲んでいたので必死で止めた」「（爽健美茶に含まれる）ハトムギは赤ちゃんをイボと同じ異物と判断して身体から排出しようとするため流産の危険がある」といった内容をツイートし、約4000件リツイートされた。
これに関してハフポスト日本版が日本コカ・コーラ社に問い合わせたところ「通常の『爽健美茶』、『爽健美茶 健康素材の麦茶』ともに妊娠中の方が飲んでも全く問題ありません」「爽健美茶が流産に直結するというエビデンスはなく、流産するというのは噂で信ぴょう性のないもの」とのことで、妊婦が飲んでも問題はないとされている。
原料に含まれるハトムギは、漢方の古典において妊婦は摂取すべきものではないとされているが、現代においては医学的に避けるべき明確な根拠はない。また妊娠初期のハトムギ摂取を控えるべきとされた理由として、ハトムギに発生したカビ毒による子宮収縮作用によるものとの考え方がある。